# Entotsu Machi no Poupelle
Entotsu Machi no Poupelle (яп. えんとつ町のプペル Энтоцу Мати но Пупэру, Пупелль из города дымоходов) — иллюстрированный роман, написанный Акихиро Нисино. По состоянию на 2017 год совокупное количество выпущенных копий составляет 300 000. В 2016 году был анонсирован анимационный фильм, премьера которого изначально была намечена на 2019 год. Однако по различным причинам, экранизация была отложена на неопределённый срок. Режиссёром экранизации стал Хирота Юсукэ, а сценарий пишет сам автор книги Позже стало известно, что премьера состоится в декабре 2020.

## Сюжет
История повествует о Городе Дымоходов, окружённом стеной высотой 4000 метров. В городе так много дымоходов, что в воздухе всегда полно дыма, который поднимается над головами жителей. Никто из жителей этого города никогда не видел голубого неба и не знает, как оно выглядит. Однажды в городе на ночном фестивале Хеллоуина курьер случайно роняет сердце, которое он должен доставить. Он не может найти искусственное сердце в дыму и сдаётся, однако сердце продолжает биться там, где оно пропало, в городе дымоходов.

## Персонажи
Пупелль (яп. プペル Пупэру) — Человек из мусора
Сэйю:
Лубичи (яп. ルビッチ Рубитти) — Главный герой.
Сэйю:
Антонио (яп. アントニオ Антонио) — 
Сэйю:
Ребекка (яп. レベッカ Рэбэкка) — 
Сэйю:
Хозяин магазина доставки (яп. 配達屋さん Хайтацу-я-сан) — 
Сэйю:
Денис (яп. デニス Дэнису) — 
Сэйю:

## Медия

### Книга
Акихиро Нисино выбрал 35 художников, ответственных за разделение труда путём собеседования. Увеличение расходов, связанных с разделением труда, покрывается облачным финансированием, а признаки названий магазинов и названий компаний, появляющихся в работе, фактически являются рекламой инвесторов. Хотя была критика, что введение разделения труда приведет к меньшему количеству писателей. Однако книга с картинками, выпущенная в октябре 2016 года, стала огромным хитом, превышающим 100 000 экземпляров к концу года.

### Аниме
В 2016 году был анонсирован анимационный фильм, премьера которого изначально была намечена на 2019 год. Однако по различным причинам, экранизация была отложена на неопределённый срок. Производством занимается студия Studio 4°C, под контроллем режиссёра Хирота Юсукэ, по сценарию сценариста автора книги Акихиро Нисино. Позже стало известно, что премьера состоится в декабре 2020. .